# .350 Rigby
Los cartuchos .350 Rigby y .350 Rigby No 2, patentados para rifles de calibre mediano fueron desarrollados por John Rigby & Company en 1908

## Diseño
El .350 Rigby y el .350 Rigby No 2 son cartuchos de rifle de fuego central con cuello de botella, originalmente ambos c disparaban una bala de 0,358 pulgadas con un peso de 225 granos.

### .350 Rigby
También conocido como .350 Rigby Magnum o .350 Rigby Nitro Express, es un cartucho diseñado para usarse en rifles deportivos de cerrojo de longitud Magnum Mauser, disparando un proyectil a una velocidad inicial de 2625 pies por segundo (800,1 m/s).

### .350 Rigby N° 2
El .350 Rigby No 2 es la versión con borde del .350 Rigby, diseñado para usarse en rifles de un solo tiro y de dos cañones, comparte el mismo casquillo que el .400/350 Nitro Express, pero dispara la bala más liviana, de 225 granos, a una velocidad inicial de 2600 pies por segundo (792,5 m/s).

## Historia
John Rigby & Co introdujo ambos cartuchos en 1908, para ser usados como cartuchos versátiles para la fauna africana, pero se vieron un poco eclipsados por la llegada del .375 Holland & Holland en 1912, aunque algunos deportistas prefirieron estos cartuchos a estos últimos, ya que los cartuchos Rigby tenían menos retroceso.

## Uso Deportivo
El .350 Rigby y la versión con anillo, el.350 Rigby No 2, se han usado con éxito con la mayoría de las especies de caza africanas.
Denys Finch Hatton, Pete Pearson y John "Pondoro" Taylor son algunos de los cazadores notables que usaron este cartucho. En su libro African Rifles and Cartridges, Taylor escribió sobre el .350 Rigby: "No hay nada espectacular en este cartucho; nunca ha tenido la atención que reciben de vez en cuando el .318 Westley Richards y el .375 Holland & Holland Magnum; sin embargo, es espléndidamente eficaz a distancias de al menos 150 yardas y mata tan instantáneamente como el .375 Holland & Holland Magnum. Además, tiene un retroceso apreciablemente más ligero".